# Qalb Loze

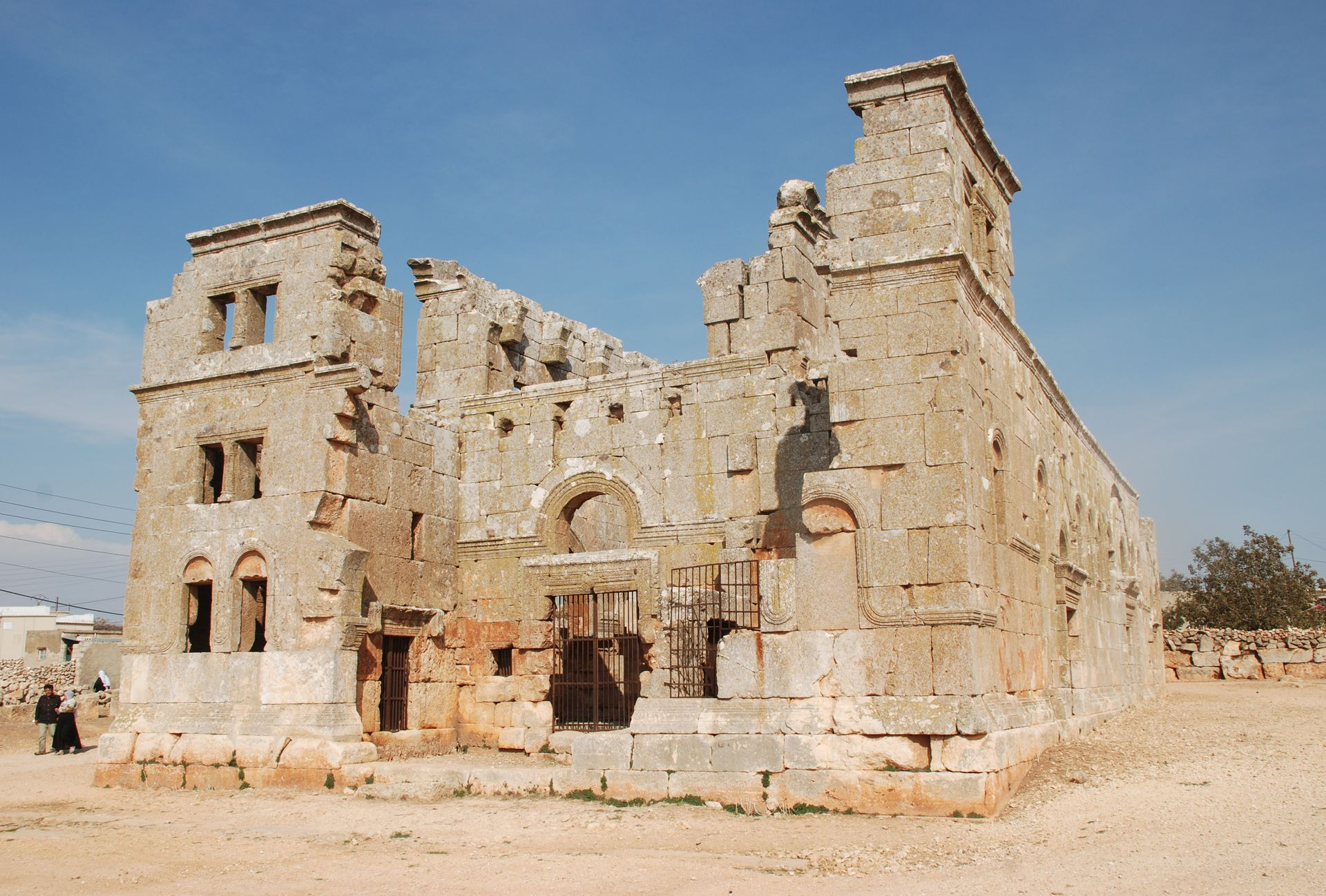
Westfassade mit Doppelturmvorbau, darin Aufgang zu den Emporen. Der mittlere Portalrundbogen ist verschwunden. Ebenso fehlen das Gebälk und die Ziegeldeckung des Satteldaches

Qalb Loze (arabisch قلب لوزة, DMG Qalb Lauza), auch Kalb Lauzeh; ist ein Dorf im Nordwesten von Syrien im Gebiet der Toten Städte, das wegen seiner sehr gut erhaltenen frühbyzantinischen Kirche aus der zweiten Hälfte des 5. Jahrhunderts berühmt ist. Es ist die älteste Weitarkadenbasilika des Landes.

## Lage und Ortsbild
Qalb Loze liegt auf 670 Meter Höhe im Gouvernement Idlib auf der Hochlage des Dschebel il-Ala, einer abgelegenen Hügelregion im westlichen mittleren Teil des nordsyrischen Kalksteinmassivs, wenige Kilometer von der türkischen Grenze entfernt. Der Ort ist über Barischa von Nordosten auf einer Nebenstraße erreichbar, die von der Hauptverbindung  Aleppo nach Antakya kurz vor der türkischen Grenze abzweigt. Von Dschisr asch-Schugur im Süden verläuft eine Straße im fruchtbaren Tal des Orontes über die Orte Darkush, Salqin und Harim, von wo die Straße weitere 15 Kilometer auf den steinigen und karstigen Hügel hinaufführt.
Der Ort hat etwa 1000, mehrheitlich drusische Einwohner und gehört zu einem ansonsten von Kurden bewohnten Siedlungsgebiet, das in einer ökologisch benachteiligten Gegend liegt. In den Höhenlagen der Umgebung ist wegen der geringen Bodendecke nur wenig Feldbau möglich, dafür gedeihen in der Talebene direkt unterhalb des Ortes Olivenbäume. In Pferchen bei den Häusern werden Schafe gehalten, die bis in den Sommer Gras finden.
Die Kirchenruine liegt in der Ortsmitte. In der Antike bestand nur eine kleine Siedlung mit höchstens 20 Häusern einschließlich einiger Pilgerherbergen auf einer Fläche von drei Hektar. Die Siedlung entstand in der Umgebung der auf dem freien Feld geplanten Wallfahrtskirche zu deren Versorgung. Für einen Pilgerort ist die hohe Umfassungsmauer typisch, mit der der Kirchenbezirk (Temenos) umgeben war.

## Basilika
Das älteste christliche Gebäude in Nordsyrien unterschied sich kaum von einem Wohnhaus. Es ist eine Hauskirche im nahegelegenen Qirqbize vom Anfang des 4. Jahrhunderts. Nach der Mitte desselben Jahrhunderts begann in Syrien der Bau von Säulenarkadenbasiliken. Wie die fast vollständig erhaltenen Basilika von Mushabbak zeigt, war dieser Baustil auch im ländlichen Raum in der zweiten Hälfte des 5. Jahrhunderts ausgereift. Die älteste Basilika mit weiten Arkaden ist eine Neuerung in der Entwicklung des frühbyzantinischen Kirchenbaus, die zum Vorbild für viele städtische Basiliken in Syrien wurde. Hierzu zählen die größte Kirche in Ruweiha (Bizzoskirche) im Süden des Kalksteinmassivs und die Basilika A, die im Pilgerzentrum Resafa in der zentralsyrischen Wüste erbaut wurde. Eine in Altsyrisch verfasste Inschrift auf einem Mauerstein, der in einem modernen Gebäude in der Nähe verbaut war, gibt einen Hinweis auf die syrisch-orthodoxe Glaubensrichtung, nennt aber keinen Architekten und kein Baudatum. Auch der Auftraggeber oder Finanzier ist unbekannt. Die Basilika von Qalb Loze ist mit dem Pilgerkult um den Säulenheiligen Symeon (389–459) verbunden, der schon zu Lebzeiten verehrt und an dessen Wirkungsstätte das postum errichtete und ebenfalls an Qalb Loze orientierte Simeonskloster einen Pilgeransturm erlebte. Ein Zusammenhang ergibt sich durch zwei Darstellungen Symeons des Älteren, außen an der Westfassade und auf einem Pfeiler im Inneren. Eine Reliquie kam vermutlich vor Baubeginn nach Qalb Loze, der folglich erst nach 459 erfolgt sein kann. Das Jahr der Fertigstellung dürfte spätestens 470 gewesen sein, da eine kleine, auf 471 datierte Kirche im zwei Kilometer nördlich gelegenen Nachbarort Bettir die Weitarkadenbasilika nachahmte, indem eine frühere einschiffige Kirche entsprechend umgebaut wurde. (Die Kirche in Bettir ist heute weitgehend zerstört).

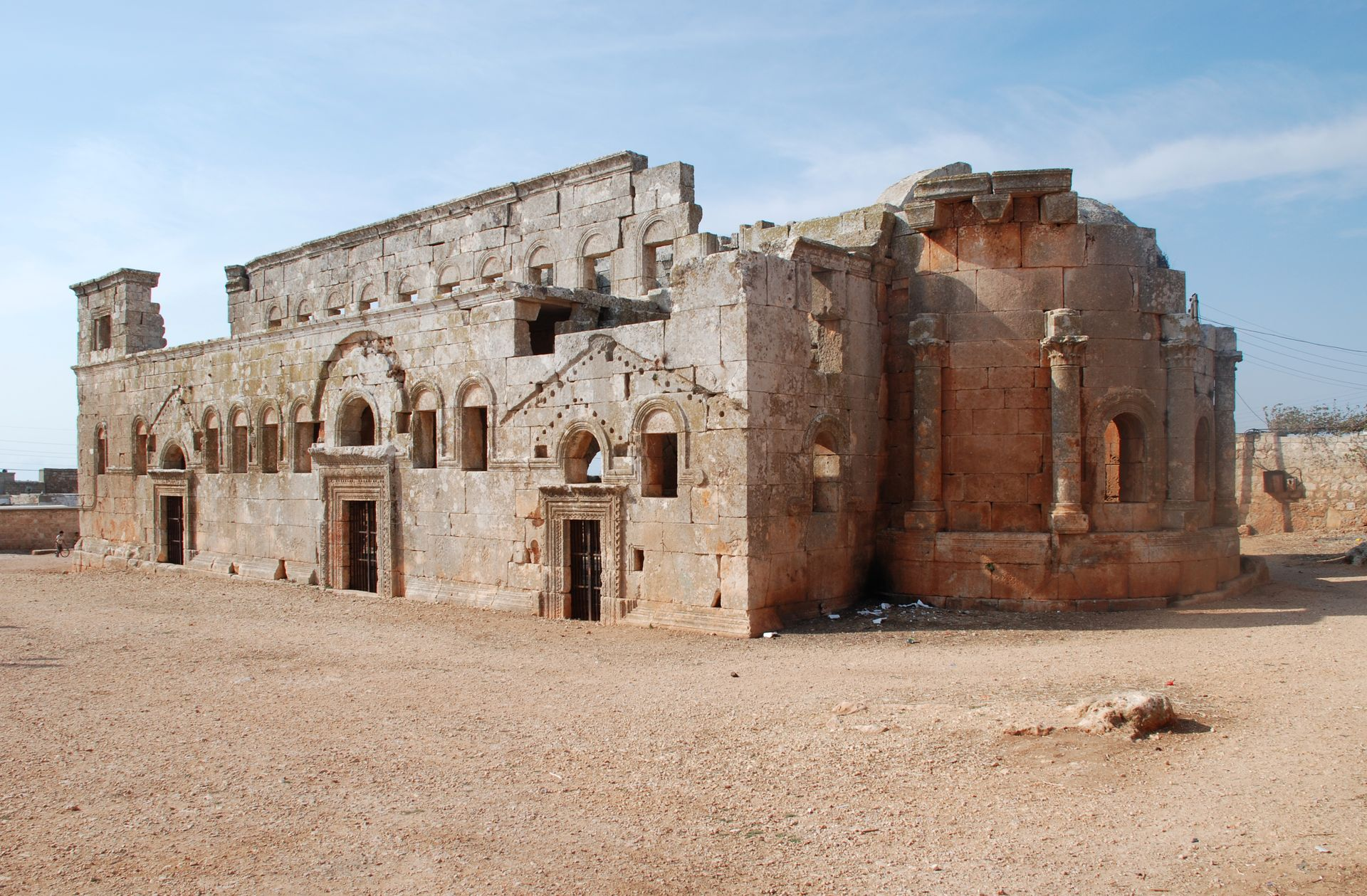
Kirchenschiff und Apsis von Südosten. Hinter der Wandecke befand sich das Martyrion

Die Kirche Qalb Loze ist eine dreischiffige Säulenbasilika, deren Hochwandbögen auf jeweils zwei massiven Pfeilern ruhen. Im Osten ragt eine halbrunde Apsis mit drei halbrunden Fenstern und vorgestellten Säulen aus der Altarwand hervor. Bei vielen Kirchen im Kalksteinmassiv ist die Apsis hinter einer glatten Ostwand versteckt und von außen nicht sichtbar. Hier wird sie durch eine zweiteilige Säulengliederung und ein breites Kranzgesims entsprechend der östlichen Apsis am Qal’at Sim’an noch betont. Die sehr sorgfältige Ausführung weist auf erfahrene städtische Handwerker hin. An der Westwand ist der Bau durch einen Doppelturm mit breitem Eingangsrundbogen in der Mitte verlängert. Eine solche repräsentative Westfassade gab es im Gebiet der Toten Städte nur noch an der wenig später erbauten und völlig verschwundenen Klosterkirche von Der Turmanin und an der Bizzoskirche von Ruweiha. Außerhalb Syriens gelten die syrischen Doppeltürme als Vorbilder für im 6. Jahrhundert entstandene Basilika von Jereruk in Nordarmenien.
Über die beiden Ecktürme führten Treppenaufgänge zu den Emporen über der Vorhalle und über den Seitenschiffen. Das Kirchenschiff war von Westen und über jeweils zwei, durch säulengestützte Vorbauten betonte Eingänge in der nördlichen und südlichen Längswand zu erreichen. Im mittleren Bereich zwischen den vier Pfeilern befand sich ein übergroßes, hufeisenförmiges Bema, auf dem der Klerus Platz nahm, sodass die meisten Gläubigen auf die Emporen verdrängt wurden. Der Innenraum war durch ungewöhnlich viele Fenster belichtet, allein 11 Fenster befinden sich oben an den Mittelschiffwänden. Die Fensteröffnungen sind an den Außenseiten durch rundbogenförmige, profilierte Gesimsbänder miteinander verbunden, wie sie sich auch am Qal'at Sim'an wiederfinden.
Die Reliquien von Symeon befanden sich im südlichen Apsisnebenraum. Dieses Martyrion ist von außen an der dritten Tür in der Südwand und an einem winzigen Fenster neben der Tür erkennbar, durch das die Pilger mit heiligem Öl versorgt werden konnten. Ein Fenster dort an der Ostwand ist von einem besonders aufwendig gestalteten Gesimsband eingefasst. Eine direkte Tür in den Altarraum lässt vermuten, dass die Symeon-Reliquie auch während des Gottesdienstes gebraucht wurde.
Die Kirche wurde 1861 von Melchior de Vogüé erstmals und 1890/91 von Howard Crosby Butler im Rahmen einer Expedition der amerikanischen Princeton University ergänzend untersucht. 1936 restaurierte Georges Tchalenko einige Teile. Er führte bis 1939/40 und nochmals 1973 umfassende Untersuchungen durch. Die von ihm vorbereitete Monographie über Qalb Loze konnte er nicht mehr fertigstellen.